# Johann Adam Delsenbach
Johann Adam Delsenbach (9. prosince 1687 Norimberk - 16. května 1765 Norimberk) byl franský kreslíř, mědirytec a příležitostný malíř. 

## Životopis
V mládí navštěvoval norimberskou akademii výtvarných umění. Od roku 1708 působil v Lipsku, odkud v roce 1710 odešel do Vídně. Specializoval se na veduty rakouských, českých, moravských a slezských zámků. Kromě volné grafiky realizoval několik pozoruhodných architektonicky zaměřených knižních alb. Dle předloh stavitele Johanna Bernharda Fischera von Erlacha ryl pro Pfeffelovo nakladatelství Anfang einiger Vorstellungen der vornehmsten Gebäude … von Wien (Augsburg ca 1720). Když v roce 1713 ve Vídni vypukl mor, vrátil se do Norimberku, ale v roce 1718 se vrátil do Vídně, kde byl pověřen Carlem Gustavem Heraeem vytvořením ilustrací pro sérii medailí. V témže roce byl jmenován dvorním rytcem Antonína Floriána z Lichtenštejna. Dle vlastních kreseb pořídil dvoudílné album lichtenštejnského panství Unterschiedl. Prospecten, Gebäude und anderer curiosen Sachen (Nürnberg ca 1719-1721). Jako rytec se okrajově věnoval i knižní ilustraci. Vytvořil například několik obrazů pro čtyřsvazkové dílo Johanna Jakoba Scheuchzera Kupfer-Bibel, in welcher die Physica sacra, oder geheiligte Naturwissenschaft derer in H. Schrifft vorkommenden natürlichen Sachen deutlich erklärt (Augsburg-Ulm 1731-1735).
Po smrti Antonína Floriána z Lichtenštejna v roce 1721 se vrátil do Norimberku. Po cestě do Holandska v roce 1733 se stal členem Velké rady města Norimberku.
Byl třikrát ženatý. Je pohřben na Johannisfriedhof v Norimberku.